# 자바OS
자바OS(JavaOS)는 자바 가상 머신을 기반으로 하는 단종된 운영 체제이다. 처음에 썬 마이크로시스템즈에서 개발했다. 주로 C 프로그래밍 언어로 작성된 Windows, macOS, Linux 또는 유닉스 계열 시스템과 달리 자바OS는 주로 자바로 작성되었다. 이제는 레거시 시스템으로 간주된다.

## 역사
자바 프로그래밍 언어는 1995년 5월 썬에서 출시되었다. 자바소프트의 짐 미첼(Jim Mitchell)과 피터 마다니(Peter Madany)는 완전히 자바로 작성된 코드명 코나(Kona)라는 새로운 운영 체제를 설계했다. 1996년 3월, 톰 사울포(Tom Saulpaugh)는 입출력(I/O) 아키텍처를 설계하기 위해 현재 7명으로 구성된 코나 팀에 합류했다. 톰 사울포는 1985년 6월부터 애플에서 매킨토시 시스템 소프트웨어 엔지니어로 합류했으며 코플랜드의 공동 설계자였다.:XI-XIII
자바OS는 바이트(Byte) 기사에서 처음 소개되었다. 1996년 자바소프트의 공식 제품 발표에서는 "넷 컴퓨터에서 호출기에 이르기까지 모든 곳에서" 실행되도록 설계된 컴팩트 OS에 대해 설명했다. 1997년 초에 자바소프트는 자바OS를 썬소프트로 이전했다. 1997년 후반에 밥 로드리게스(Bob Rodriguez)는 팀을 이끌고 IBM과 협력하여 플랫폼을 마케팅하고 개발을 가속화했으며 자바OS의 다음 릴리스에 중요한 핵심 아키텍처 기여를 했으며 결국 비즈니스용 자바OS로 이름을 바꿨다.:XI-XIII 특히 기존 IBM 3270 "그린 스크린" 및 유닉스 X 터미널을 대체하고 단일 애플리케이션 클라이언트를 구현하기 위한 네트워크 컴퓨터 씬 클라이언트에 대해 집중했다.

### 코러스/재즈
마이크로커널 기술에는 코러스 분산 실시간 운영 체제가 사용되었다.:XIII 이는 프랑스 회사인 Chorus Systèmes SA에서 시작되어 썬으로부터 자바OS 라이선스를 취득하고 이전 자바OS 하드웨어 추상화 계층을 코러스 마이크로커널로 대체하여 코러스/자바 애플리케이션이 분산된 실시간 임베디드 시스템 환경에서 실행될 수 있도록 고안된 재즈(Jazz) 제품이다. 그러다가 1997년 9월에 썬 마이크로시스템즈가 Chorus Systèmes SA를 인수한다고 발표되었다.

### 단종
1999년에 썬과 IBM은 자바OS 제품 중단을 발표했다. 2003년 초 썬 자료에서는 자바OS를 "레거시 기술"이라고 언급하면서 자바 ME로의 마이그레이션을 권장하고 특정 OS 및 자바 환경에 대한 선택은 구현자에게 맡겼다.

## 같이 보기
- 안드로이드 (운영체제)
- 코러스OS
- 인페르노 (운영체제)
- JX (운영체제)
- 인페르노 (운영체제)